# Acacia conspicua
Acacia conspicua é uma espécie de leguminosa do gênero Acacia, pertencente à família Fabaceae.